# Earl Eastwood
Earl Hamilton Richard Eastwood (* 2. November 1905 in Hamilton, Ontario; † 4. Juli 1968 ebenda) war ein kanadischer Ruderer, der 1932 eine olympische Bronzemedaille im Achter gewann.

## Sportliche Karriere
Earl Eastwood vom Hamilton Leander Boat Club gewann 1930 mit dem kanadischen Achter eine Bronzemedaille bei den British Empire Games, die in Hamilton ausgetragen wurden. Zwei Jahre später vertrat er sein Land mit dem Achter vom Hamilton Leander Boat Club bei den Olympischen Spielen in Los Angeles. Earl Eastwood, Joseph Harris, Stanley Stanyar, Harry Fry, Cedric Liddell, William Thoburn, Donald Boal, Albert Taylor und Steuermann George MacDonald belegten im Vorlauf den zweiten Platz hinter dem Boot aus den Vereinigten Staaten und gewannen ihren Hoffnungslauf vor den Neuseeländern. Im Finale siegte der Achter aus den Vereinigten Staaten mit 0,2 Sekunden Vorsprung vor den Italienern. 2,6 Sekunden hinter den Italienern und 0,4 Sekunden vor den Briten erkämpften die Kanadier die Bronzemedaille.
Earl Eastwood arbeitete später bei der Eisenbahn in den Vereinigten Staaten, kehrte aber vor 1968 nach Kanada zurück.